# Plectranthus hereroensis
Plectranthus hereroensis là một loài thực vật có hoa trong họ Hoa môi. Loài này được Engl. miêu tả khoa học đầu tiên năm 1888.

## Hình ảnh

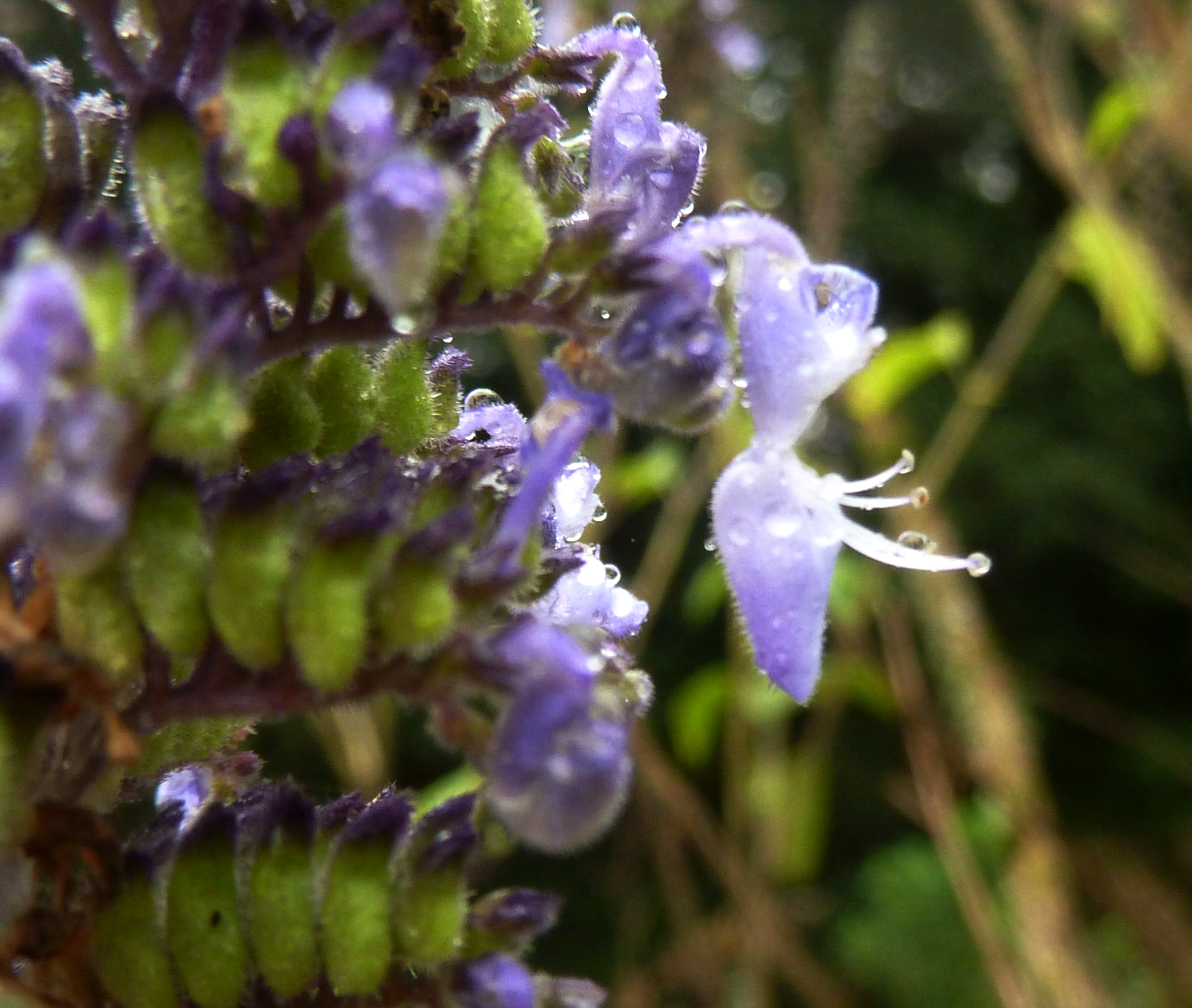
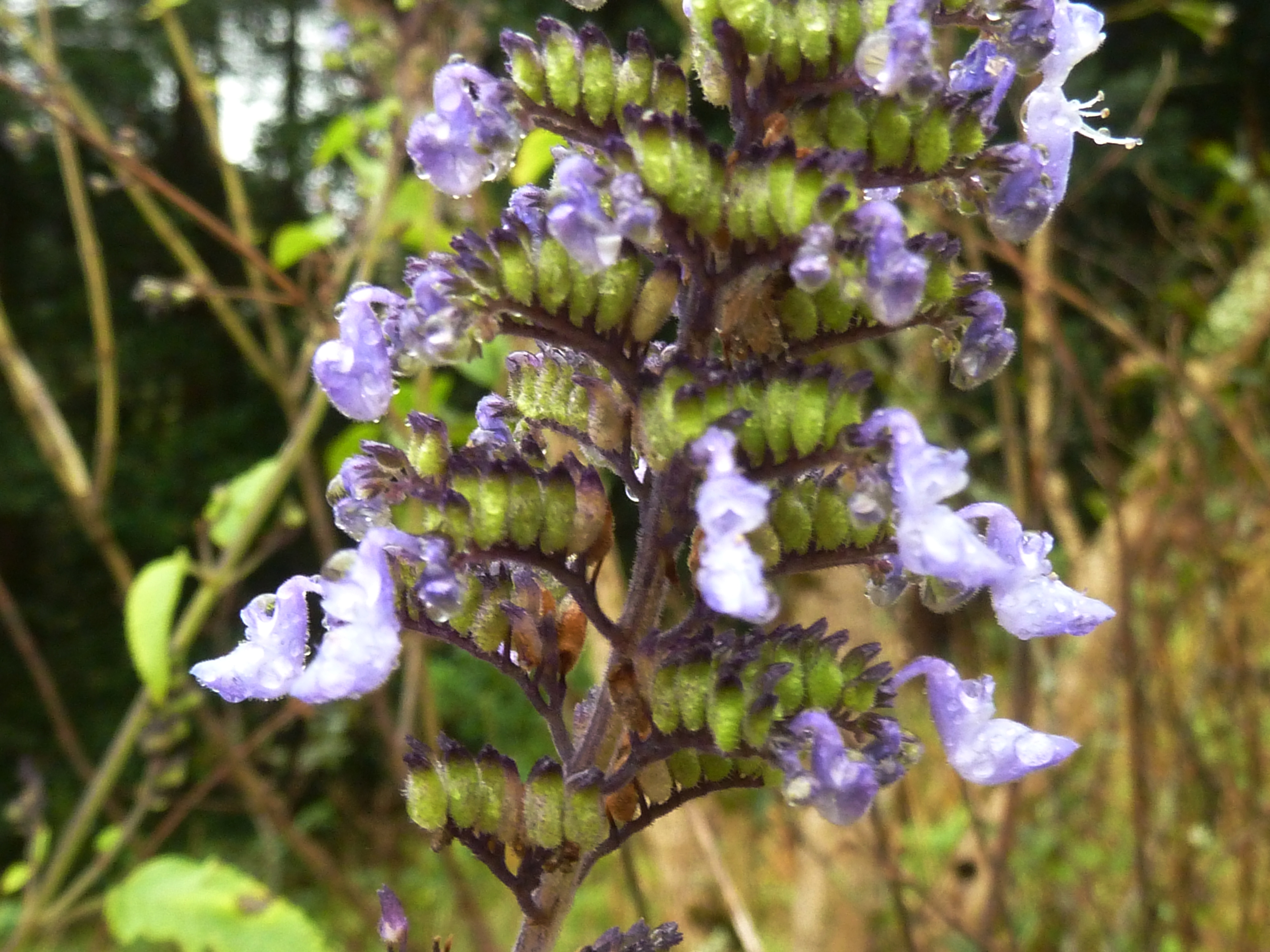